# La llave (novela)
La Llave  (鍵) (1956) es una novela de Junichiro Tanizaki que relata la historia de un matrimonio japonés y sus infidelidades. El libro alterna el diario personal del marido y el de su esposa. La tensión sexual es constante, ambos juegan a sospechar el uno del otro y ver hasta qué punto pueden llevar sus infidelidades sin ser descubiertos. Las sospechas giran en torno a si el otro lee el diario propio y como reacciona luego.
La traducción inglesa es de Howard Hibbett y fue publicada inicialmente por Knopf en 1961.
En 2007 fue publicada en español por la editorial El Aleph.